# ورزشگاه اسپورت توپلومی (داش‌اغوز)
ورزشگاه اسپورت توپلومی (انگلیسی: Sport toplumy) یک ورزشگاه فوتبال در شهر داش‌اغوز، ترکمنستان است.
این ورزشگاه که در سال ۲۰۱۰ تأسیس شده دارای ۱۰٬۰۰۰ نفر ظرفیت می‌باشد.